# 3056 INAG
3056 INAG eller 1978 VD1 är en asteroid i huvudbältet som upptäcktes den 1 november 1978 av den japanske astronomen Kōichirō Tomita vid CERGA-observatoriet i Frankrike. Den har fått sitt namn efter Institut national d'astronomie et de géophysique (INAG).
Asteroiden har en diameter på ungefär 5 kilometer.